# Antônio Almeida
Antônio Almeida är en kommun i Brasilien.   Den ligger i delstaten Piauí, i den östra delen av landet, 1 000 km norr om huvudstaden Brasília. Antalet invånare är 3 046.
Omgivningarna runt Antônio Almeida är huvudsakligen savann. Runt Antônio Almeida är det mycket glesbefolkat, med 3 invånare per kvadratkilometer.